# Крокус-Сити

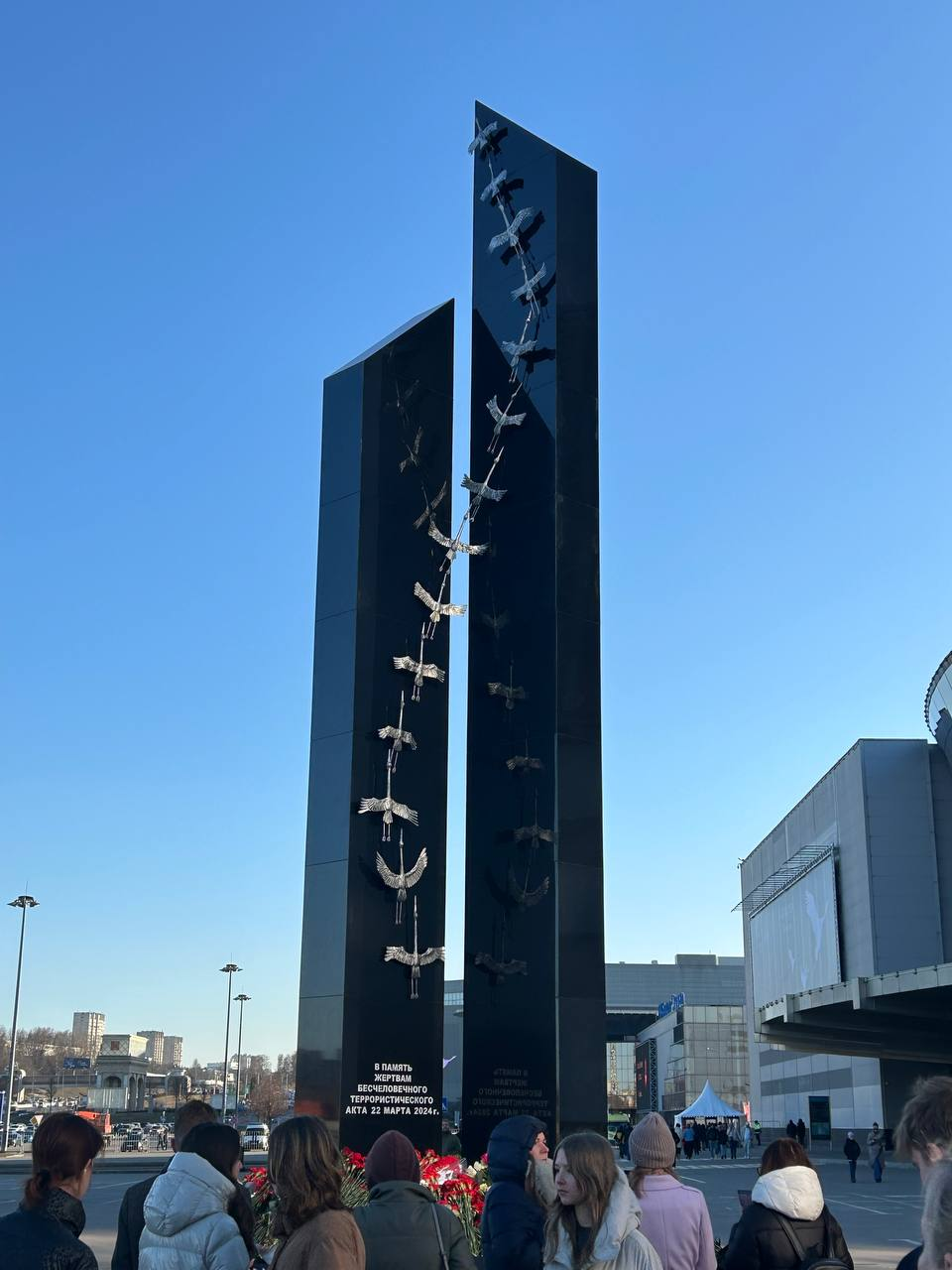
Памятник жертвам террористического акта в Крокус Сити Холле открытый в годовщину трагедии 22 марта 2025 года

«Кро́кус-Си́ти» — российский торгово-выставочный и деловой центр. Расположен в городе Красногорске Московской области, рядом с МКАД между Новорижским и Волоколамским шоссе на берегу Москвы-реки.
Комплекс включает в себя торговый центр, концертный зал «Крокус Сити Холл» и другие объекты. На территории комплекса расположена станция Московского метро «Мякинино». Входит в состав холдинга Crocus Group, принадлежащего азербайджанскому предпринимателю Аразу Агаларову.
22 марта 2024 года в «Крокус Сити Холл» был совершён теракт.

## Инфраструктура

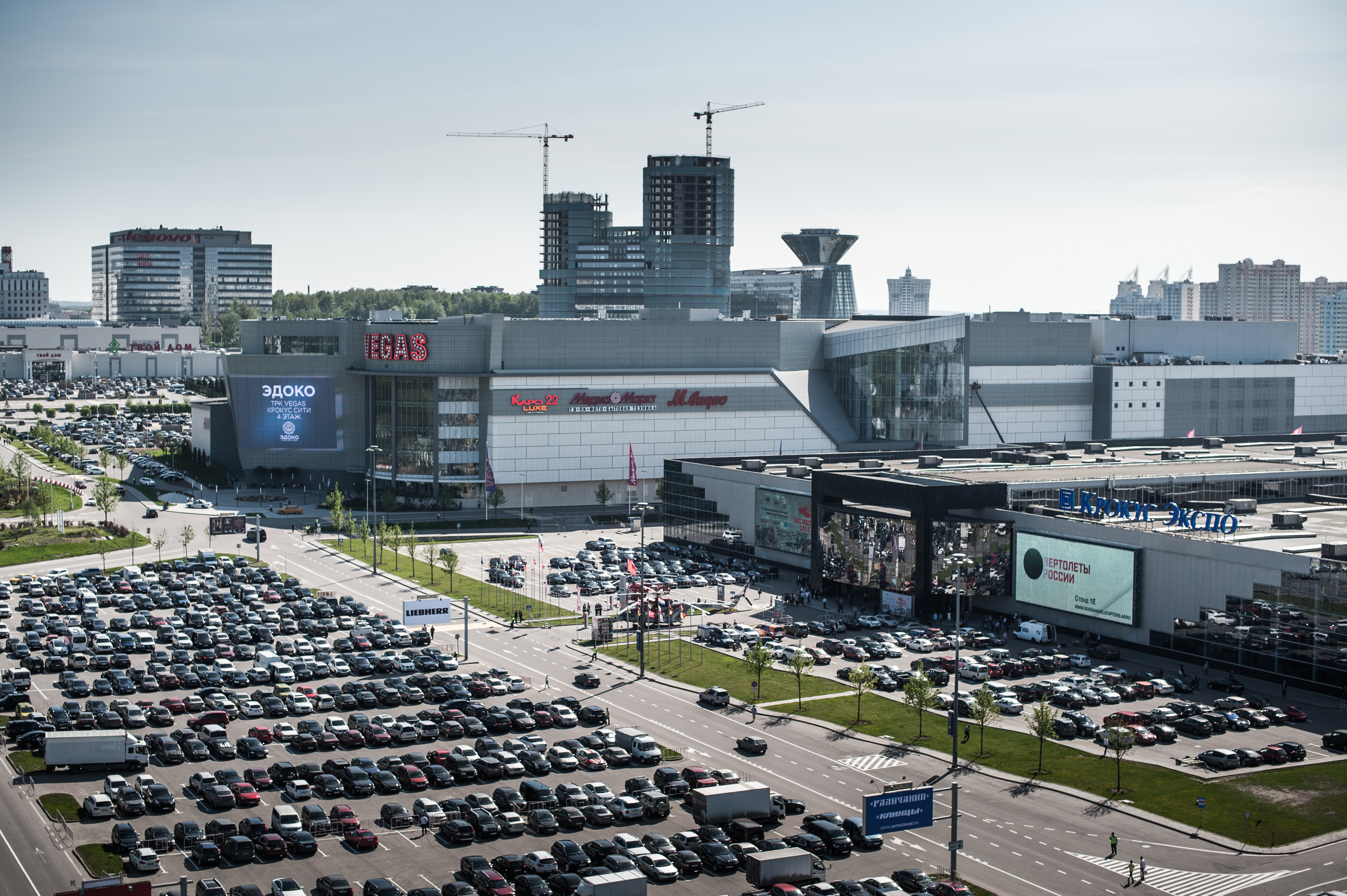
Крокус Экспо и ТРК VEGAS Крокус Сити

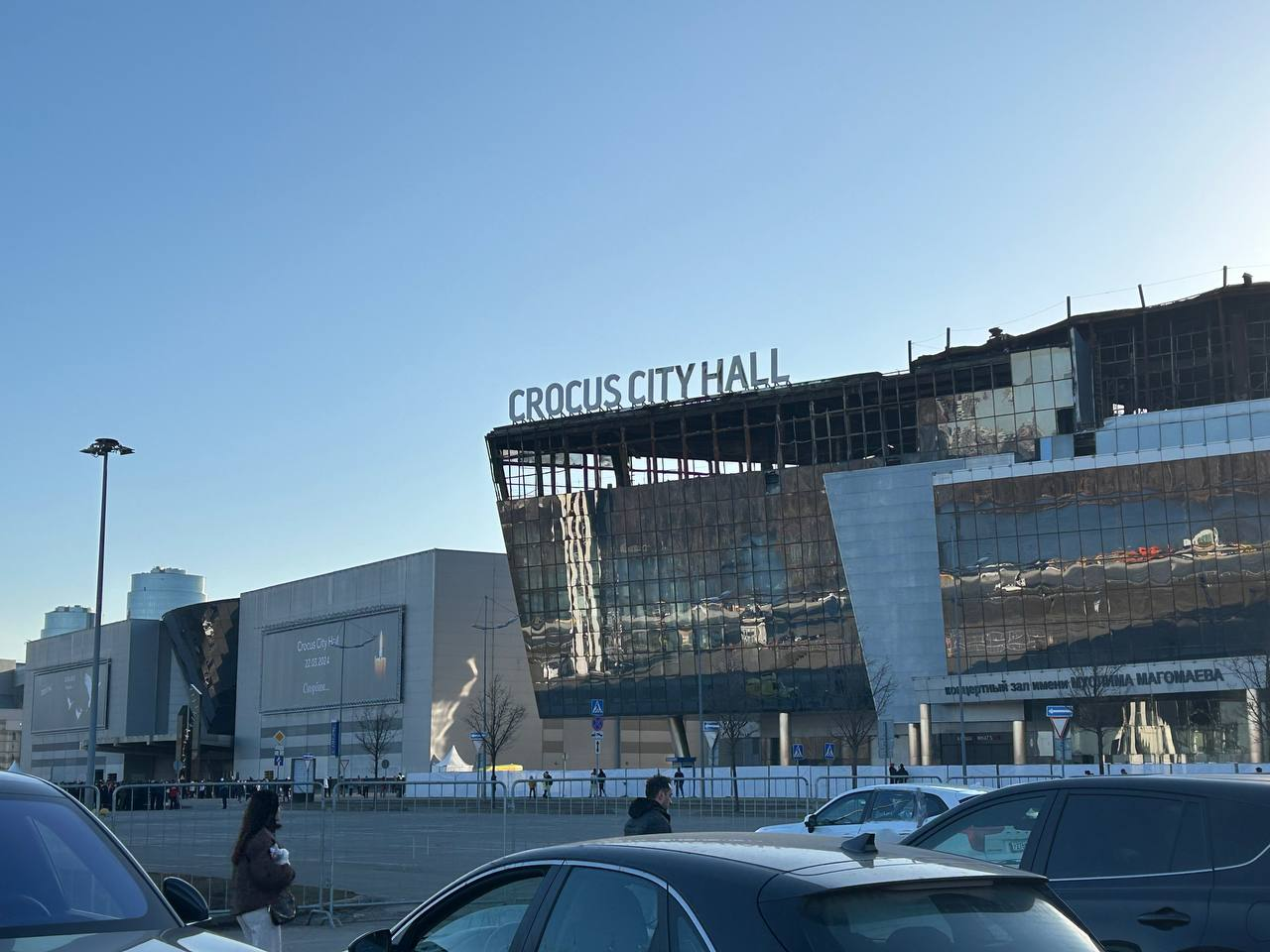
22 марта 2025 года

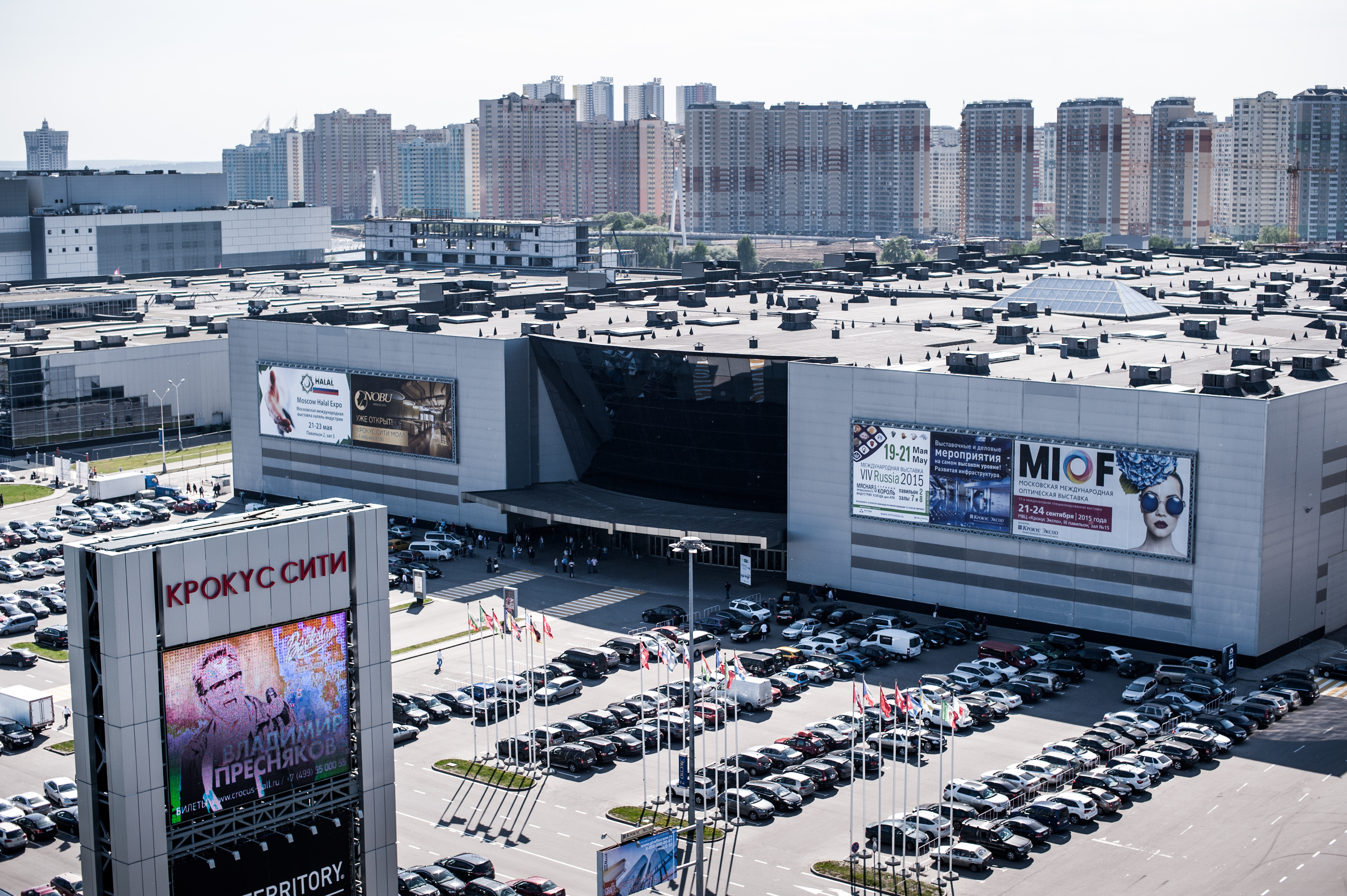
Крокус Экспо

Крокус Сити объединяет торговые, развлекательные, бизнес и выставочные площади в единый комплекс с общим архитектурным решением на едином пространстве площадью в 90 га. Крокус Сити включает в себя:
- Выставочный центр Крокус Экспо
- Концертный зал Крокус Сити Холл (пострадал во время теракта 22 марта 2024 года) (сейчас концертный зал восстанавливается)
- Торговый комплекс Крокус Сити Молл
- Модульный торгово-развлекательный комплекс Box City
- Гипермаркет «Твой дом»
- Shore House, яхт-клуб и ресторан
- Многофункциональный жилищно-деловой комплекс
- Отель «Аквариум»
- Торгово-развлекательный комплекс Vegas
- Концертный зал Вегас Сити Холл
- Крокус Сити океанариум
- Crocus Fitness
- Станция метро Мякинино
- Паркинг
- Мемориал жертвам террористического акта в Крокус Сити Холле 22 марта 2024 года.

### Станция метро «Мякинино»
26 декабря 2009 года на территории Крокус Сити открыта станция метро «Мякинино» Арбатско-Покровской линии Московского метрополитена, построенная на деньги частного инвестора, и первая станция Московского метрополитена, которая вышла за пределы столицы в Московскую область.

### Крокус Сити Молл
Крокус Сити Молл — двухуровневый торговый центр площадью 62 000 м2. В 2011 году включён в каталог «ТОП-100 торговых центров России». Официально открыт в ноябре 2002 года. На территории торгового центра находятся более 200 бутиков, отделения банков, рестораны, кафе, салоны красоты.

## Теракт в Крокус Сити Холл
22 марта 2024 года около 20 часов по московскому времени перед концертом рок-группы «Пикник» был совершён теракт и в тот же день часть здания была разрушена из-за последовавших пожаров.